# Asterophrys eurydactyla
Asterophrys eurydactyla es una especie de anfibio anuro de la familia Microhylidae. Es endémica de la isla de Nueva Guinea, donde solo se ha encontrado en dos zonas: montañas Star en la provincia occidental, Papúa Nueva Guinea, y península de Onin en la provincia de Papúa Occidental, Indonesia. Esta rana habita en selvas tropicales eentre los 70 y 1600 metros de altitud. Se cree que se reproduce por desarrollo directo.